# Rostelecom Cup 2012
Rostelecom Cup 2012 – czwarte w kolejności zawody łyżwiarstwa figurowego z cyklu Grand Prix 2012/2013. Zawody rozgrywano od 8 do 11 listopada 2012 roku w hali Megasport Arena w Moskwie.
Wśród solistów triumfował Kanadyjczyk Patrick Chan, natomiast w rywalizacji solistek zwyciężyła Finka Kiira Korpi. W parach sportowych wygrali reprezentanci gospodarzy Tatiana Wołosożar i Maksim Trańkow. Wśród par tanecznych zwyciężyła para kanadyjska Tessa Virtue i Scott Moir.

## Wyniki

### Soliści

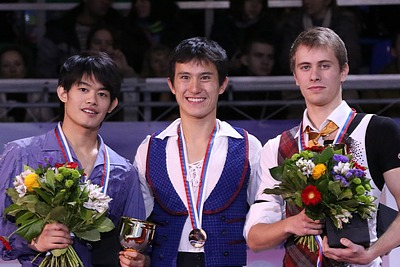
Medaliści w konkurencji solistów, od lewej Kozuka (JPN), Chan (CAN), Březina (CZE)

| Poz. | Zawodnik            | Nota łączna | SP | SP    | FS  | FS     |
| ---- | ------------------- | ----------- | -- | ----- | --- | ------ |
| 1    | Patrick Chan        | 262,35      | 1  | 85,44 | 1   | 176,91 |
| 2    | Takahiko Kozuka     | 229,99      | 3  | 76,34 | 3   | 153,65 |
| 3    | Michal Březina      | 224,56      | 6  | 73,83 | 4   | 150,73 |
| 4    | Konstantin Mieńszow | 223,72      | 2  | 76,73 | 5   | 146,99 |
| 5    | Nobunari Oda        | 217,92      | 8  | 63,18 | 2   | 154,74 |
| 6    | Richard Dornbush    | 210,89      | 7  | 67,44 | 6   | 143,45 |
| 7    | Artur Gaczinski     | 209,84      | 5  | 74,07 | 7   | 135,77 |
| 8    | Żan Busz            | 199,37      | 4  | 74,50 | 8   | 124,87 |
| 9    | Dienis Tien         | 177,77      | 9  | 59,42 | 9   | 118,35 |
| WD   | Johnny Weir         | DNF         | 10 | 57,47 | DNF | DNF    |

### Solistki

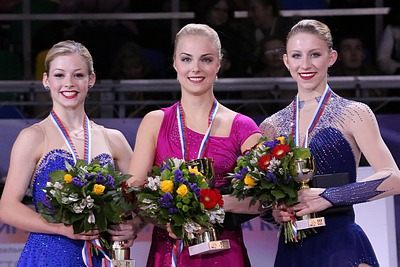
Medalistki w konkurencji solistek, od lewej Gold (USA), Korpi (FIN), Zawadzki (USA)

| Poz. | Zawodniczka           | Nota łączna | SP | SP    | FS | FS     |
| ---- | --------------------- | ----------- | -- | ----- | -- | ------ |
| 1    | Kiira Korpi           | 177,19      | 2  | 61,55 | 1  | 115,64 |
| 2    | Gracie Gold           | 175,03      | 1  | 62,16 | 2  | 112,87 |
| 3    | Agnes Zawadzki        | 166,61      | 3  | 60,18 | 4  | 106,43 |
| 4    | Kanako Murakami       | 166,34      | 6  | 56,78 | 3  | 109,56 |
| 5    | Adelina Sotnikowa     | 157,98      | 5  | 57,11 | 7  | 100,87 |
| 6    | Alona Leonowa         | 157,27      | 4  | 58,85 | 8  | 98,42  |
| 7    | Polina Korobiejnikowa | 153,32      | 8  | 51,45 | 6  | 101,87 |
| 8    | Viktoria Helgesson    | 151,48      | 7  | 54,10 | 9  | 97,38  |
| 9    | Valentina Marchei     | 148,67      | 9  | 46,25 | 5  | 102,42 |
| 10   | Caroline Zhang        | 138,21      | 10 | 46,15 | 10 | 92,06  |

### Pary sportowe

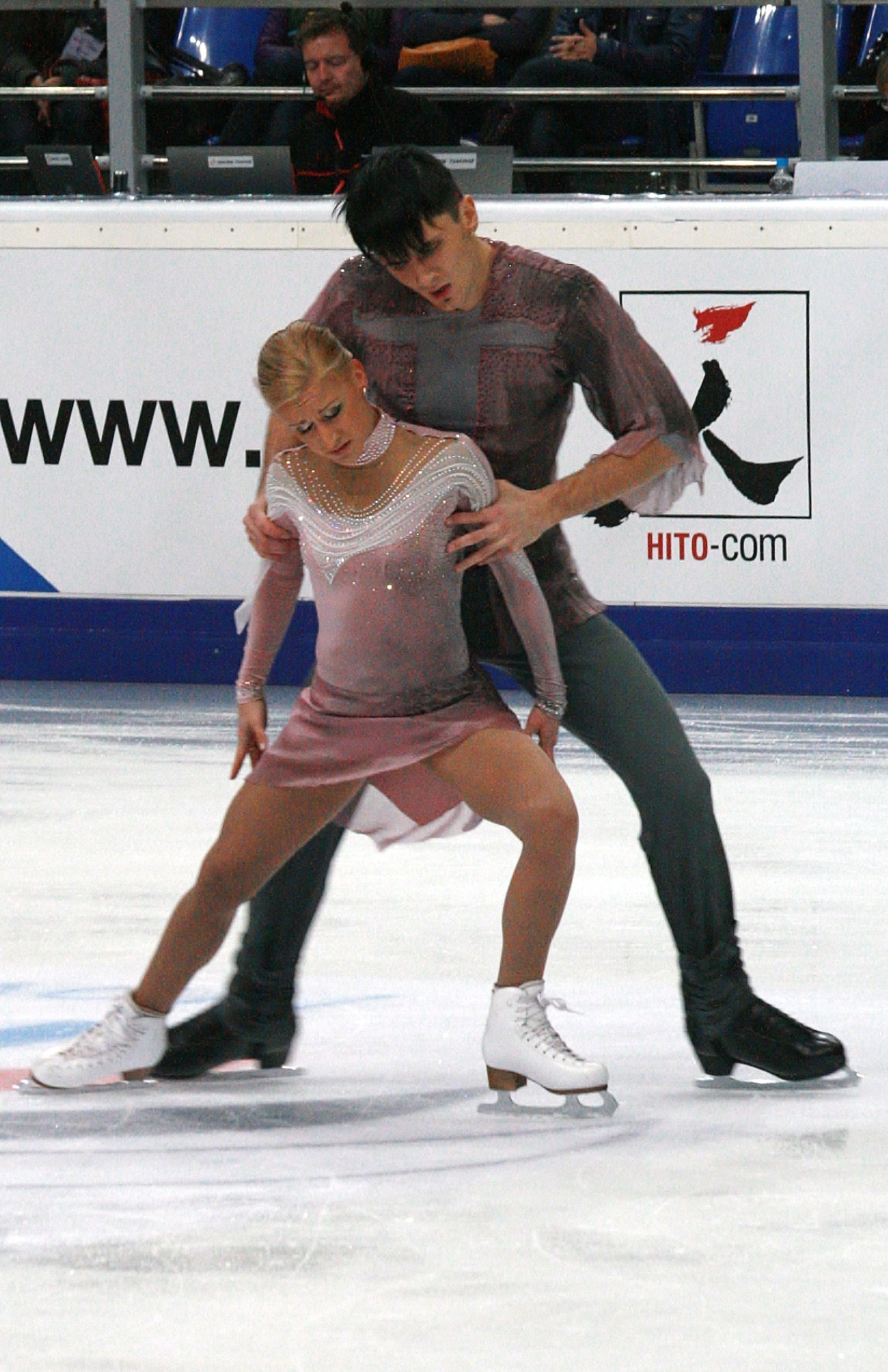
Zwycięzcy w parach sportowych – Tatiana Wołosożar / Maksim Trańkow (RUS)

| Poz. | Zawodnicy                                 | Nota łączna | SP | SP    | FS | FS     |
| ---- | ----------------------------------------- | ----------- | -- | ----- | -- | ------ |
| 1    | Tatiana Wołosożar / Maksim Trańkow        | 207,53      | 1  | 74,74 | 1  | 132,79 |
| 2    | Wiera Bazarowa / Jurij Łarionow           | 191,08      | 2  | 66,02 | 2  | 125,06 |
| 3    | Caydee Denney / John Coughlin             | 179,21      | 3  | 59,02 | 3  | 120,19 |
| 4    | Paige Lawrence / Rudi Swiegers            | 154,16      | 4  | 51,86 | 4  | 102,30 |
| 5    | Anastasija Martiuszewa / Aleksiej Rogonow | 150,15      | 5  | 50,90 | 5  | 99,25  |
| 6    | Tiffany Vise / Don Baldwin                | 143,15      | 7  | 45,91 | 6  | 97,24  |
| 7    | Nicole Della Monica / Matteo Guarise      | 142,53      | 6  | 50,25 | 7  | 92,28  |

### Pary taneczne
| Poz. | Zawodnicy                             | Nota łączna | SD | SD    | FD | FD     |
| ---- | ------------------------------------- | ----------- | -- | ----- | -- | ------ |
| 1    | Tessa Virtue / Scott Moir             | 173,99      | 1  | 70,65 | 1  | 103,34 |
| 2    | Jelena Ilinych / Nikita Kacałapow     | 158,46      | 2  | 65,70 | 2  | 92,76  |
| 3    | Wiktorija Sinicyna / Rusłan Żyganszyn | 145,08      | 3  | 60,85 | 4  | 84,23  |
| 4    | Maia Shibutani / Alex Shibutani       | 140,91      | 4  | 58,26 | 5  | 82,65  |
| 5    | Nielli Żyganszyna / Alexander Gazsi   | 140,54      | 6  | 55,53 | 3  | 85,01  |
| 6    | Ksienija Mońko / Kiriłł Chalawin      | 135,84      | 5  | 55,81 | 6  | 80,03  |
| 7    | Penny Coomes / Nicholas Buckland      | 126,66      | 8  | 51,39 | 7  | 75,27  |
| 8    | Nicole Orford / Thomas Williams       | 124,96      | 7  | 51,44 | 8  | 73,52  |